# Sindrome di Leigh
La sindrome di Leigh conosciuta anche come encefalopatia necrotizzante subacuta è una malattia della prima infanzia caratterizzata  da acidosi lattica, interruzione dello sviluppo psicomotorio, problemi di alimentazione, convulsioni, paralisi extraoculare e debolezza con ipotonia. La morte solitamente insorge entro uno o due anni dalla nascita. All'esame istologico si osservano aree bilaterali e parzialmente simmetriche di distruzione del tessuto cerebrale con aspetto spongiforme e proliferazione vasale, le aree più colpite sono la sostanza grigia periventricolare del mesencefalo, il tegmento del ponte e le regioni periventricolari del talamo e dell'ipotalamo.
La maggior parte dei casi sono ereditari con trasmissione autosomico-recessiva e mostrano una ridotta attività del complesso IV (citocromo C ossidasi) della fosforilazione ossidativa mitocondriale, oppure, nella maggior parte dei casi, la mutazione interessa una proteina necessaria per l'assemblaggio di questo complesso della fosforilazione ossidativa, piuttosto che una componente strutturale dello stesso.
Altri casi con quadro clinico e caratteristiche anatomopatologiche simili sono stati messi in relazione a deficit di altri complessi della catena respiratoria così come a mutazioni di mtDNA-tRNA; curiosamente, la mutazione puntiforme del gene mitocondriale per l'ATPasi della subunità 6 del complesso V (T8993G) può causare una forma ereditaria materna della sindrome di Leigh. In questa forma l'eteroplasmia fa sì che i mitocondri con questa mutazione siano pressoché gli unici presenti. Quando c'è un grado di eteroplasmia maggiore rispetto ai mitocondri normali, la malattia assume un differente quadro clinico e autoptico, con neuropatia, atassia, e retinite pigmentosa.